# Monroe (Connecticut)
Pour les articles homonymes, voir Monroe.
Monroe est une ville située dans le comté de Fairfield, dans l'État du Connecticut aux États-Unis. Lors du recensement de 2010, Monroe avait une population totale de 19 479 habitants.

## Géographie
Selon le Bureau du Recensement des États-Unis, la superficie de la municipalité est de 26,27 milles carrés (68,04 km2), dont 26,07 milles carrés (67,52 km2) de terres et 0,20 milles carrés (0,52 km2) de plans d'eau (soit 0,76 %).

## Histoire
D'abord appelée New Stratford et Flat Rock, Monroe devient une municipalité en 1823. Elle doit son nom au président de l'époque, James Monroe.

## Démographie
D'après le recensement de 2000, il y avait 19 247 habitants, 6 481 ménages, et 5 346 familles dans la ville. La densité de population était de 284,4 hab/km2. Il y avait 6 601 maisons avec une densité de 97,5 maisons/km2. La décomposition ethnique de la population était : 96,87 % blancs ; 0,20 % noirs ; 0,08 % amérindiens ; 1,52 % asiatiques ; 0,00 % natifs des îles du Pacifique ; 0,50 % des autres communautés ; 0,83 % de deux origines ou plus, 1,50 % de la population était hispanique ou Latino de n'importe quelle communautés.
Il y avait 6 481 ménages, dont 42,5 % avaient des enfants de moins de 18 ans, 74,0 % étaient des couples mariés, 6,0 % avaient une femme qui était parent isolé, et 17,5 % étaient des ménages non-familiaux. 14,9 % des ménages étaient constitués de personnes seules et 6,6 % de personnes seules de 65 ans ou plus. Le ménage moyen comportait 2,96 personnes et la famille moyenne avait 3,31 personnes.
Dans la ville la pyramide des âges était 29,1 % en dessous de 18 ans, 4,8 % de 18 à 24 ans, 29,9 % de 25 à 44 ans, 25,7 % de 45 à 64 ans, et 10,5 % qui avaient 65 ans ou plus. L'âge médian était 38 ans. Pour 100 femmes, il y avait 96,5 hommes. Pour 100 femmes de 18 ans ou plus, il y avait 93,5 hommes.
Le revenu médian par ménage de la ville était 85 000 dollars US, et le revenu médian par famille était $92 514. Les hommes avaient un revenu médian de $61 109 contre $41 572 pour les femmes. Le revenu par habitant de la ville était $34 16. 2,6 % des habitants et 1,8 % des familles vivaient sous le seuil de pauvreté. 2,6 % des personnes de moins de 18 ans et 5,5 % des personnes de plus de 65 ans vivaient sous le seuil de pauvreté.
| 1850  | 1860  | 1870  | 1880  | 1890 | 1900  |
| ----- | ----- | ----- | ----- | ---- | ----- |
| 1 442 | 1 382 | 1 226 | 1 157 | 994  | 1 043 |

| 1910  | 1920  | 1930  | 1940  | 1950  | 1960  |
| ----- | ----- | ----- | ----- | ----- | ----- |
| 1 002 | 1 161 | 1 221 | 1 728 | 2 892 | 6 402 |

| 1970   | 1980   | 1990   | 2000   | 2010   | - |
| ------ | ------ | ------ | ------ | ------ | - |
| 12 047 | 14 010 | 16 896 | 19 247 | 19 479 | - |

## Personnalités liées à la commune
- Ed et Lorraine Warren, enquêteurs dans le domaine du paranormal. Le Warren's Occult Museum — mondialement connu — qui leur est consacré se trouve également à Monroe. Il y accueille chaque année des centaines de milliers de visiteurs. Son contenu y abrite le plus grand nombre d'artefacts occultes provenant des enquêtes Ed et Lorraine Warren[4].